# Juliana Hatfield
Juliana Hatfield, nacida el 27 de julio de 1967 en Wiscasset (Maine), es una guitarrista y compositora de rock estadounidense. Formó parte de las bandas de indie rock Blake Babies, Some Girls, The Juliana Hatfield Three y The Lemonheads.

## Biografía
Nacida en Wiscasset, vivió hasta la adolescencia en Duxbury. Desde muy joven se interesó por la música, estudió piano y canto. Comenzó a interesarse por el rock cuando descubrió bandas como The Replacements y Velvet Underground. En su época universitaria se trasladó a Boston para estudiar canto en el Berklee College of Music, ya con la idea de formar una banda. Allí conoció a John Strohm (guitarrista) y Freda Boner (batería) y formó Blake Babies en 1986.

## Carrera musical
Blake Babies lanzó su primer álbum, Nicely, Nicely, en 1987. La banda comenzó a definir su sonido, cercano a bandas como R.E.M y Throwing Muses, con Juliana como principal compositora y vocalista. Comenzaron a actuar por todo Estados Unidos, recibiendo especial atención por parte de las emisoras de radio universitarias y convirtiéndose en una de las bandas más prometedoras de la escena en Boston. Firmaron con el sello discográfico Mammoth Records y publicaron dos álbumes más, Earwig en 1989 y Sunburn en 1990, poco antes de su disolución en 1991.
Tras la separación de Blake Babies, Hatfield se unió a The Lemonheads para grabar el álbum It's a Shame About Ray, tocando el bajo y haciendo coros. Su relación con la banda de Evan Dando se mantuvo durante los años 1992 y 1993, al mismo tiempo que comenzaba su carrera en solitario. En 1992 lanzó su primer disco, Hey Baby, con la compañía Mammorh Records, que se convirtió en uno de los trabajos independientes más vendidos de ese año. Hatfield formó su propia banda, compuesta por el exbatería de Moving Targets y Bullet Lavolta, Todd Phillips y el bajista de Thudpucker, Dean Fisher, adoptando en nombre de "Juliana Hatfield Three".
Juliana Hatfield consolidó su entrellato en la escena alternariva norteamericana con el lanzamiento en 1993 de Become What You Are. Varios temas del disco fueron emitidos regularmente en grandes emisoras comerciales de radio de Estados Unidos y su tema "My Sister" se convirtió en el mayor éxito de su carrera, alcanzando el número 1 en las listas de rock alternativo. Otra de sus canciones, "Spin the Bottle", se utilizó en la banda sonora de la película de 1994, Reality Bites.
En 1995, aprovechando el éxito de Become What You Are, lanzó su siguiente álbum, Only Everything, más agresivo y eléctrico que su anterior trabajo. El sencillo "Universal Heartbeat" se convirtió en un verdadero éxito con mucha presencia en las emisoras de radio de Estados Unidos. Parte del vídeo de este tema aparecereció incluso en un episodio de Beavis and Butt-Head. La banda salió de gira pero tuvo que ser cancelada durante un mes debido al estado de depresión de la vocalista.

En 1996 viajó a Woodstock (Nueva York) donde grabó algunos temas de lo que iba a ser su cuarto álbum en solitario, God's Foot, que debería de publicarse en 1997. Sin embargo, problemas con la discográfica Atlantic Records retrasaron la publicación hasta el punto en el que la propia Hatfield pidió anular el contrato que la unía al sello. La compañía cedió pero se quedó con los derechos de las canciones y el álbum jamás fue publicado. Dos canciones, "Mountains of Love" y "Fade Away", fueron posteriormente publicadas en un álbum recopilatorio y una tercera, "Can't Kill Myself", está disponible para descargar en la página web oficial de la artista.
En 1997, Hatfield estuvo presente en la primera gira Lilith Fair, el festival de rock femenino organizado por la cantautora canadiense Sarah McLachlan. Ese mismo año publicó el EP Please Do Not Disturb, producido por la propia Hatfield y que contó con la colaboración del batería Todd Phillips, los guitarristas Ed Slanker y Mike Leahy, y el bajista Mikey Welsh (Weezer). En 1998 publicó el álbum Bed, grabado en tan solo seis días. El 16 de mayo de 2000 publica simultáneamente dos álbumes, Beautiful Creature que fue recibido con excelentes críticas y Total System Failure, grabado junto a Mikey Welsh y el batería Zephan Courtney bajo el nombre de "Juliana's Pony" que, en cambio, fue duramente criticado.
El siguiente proyecto de Hatfield, consistió en un regreso a sus orígenes. Junto a Freda Love y John Strohm resucitó a Blake Babies embarcándose en una gira y en la grabación del álbum God Bless the Blake Babies. Aunque la reunión tuvo una corta existencia, Hatfield y Love continuaron colaborando, junto a la multiinstrumentista Heidi Gluck, formando el grupo Some Girls. En 2002 publicaron el LP Feel It.
A mediados de 2007, Ye Olde editó un EP de Hatfield en colaboración con la banda de Boston, Frank Smith, titulado Sittin' in a Tree....
En el mes de agosto de 2008 publicó un nuevo álbum, How to Walk Away, en el que contó con la colaboración de artistas de renombre como Jody Porter (Fountains of Wayne), Matthew Caws (Nada Surf) o Tracy Bonham al volín. Producido por Andy Chase (Ivy), fue editado por la discográfica de la propia cantante, Ye Olde Records. En el primer sencillo extraído de este décimo álbum de estudio de la estadounidense, "This Lonely Love", aparece Richard Butler, cantante de The Psychedelic Furs.
Apenas un mes después de la salida al mercado de How to Walk Away, publicó una autobiografía titulada When I Grow Up, en la que da un repaso a su carrera musical y entra también en su vida privada, con temas como su lucha contra la depresión y la anorexia.
Peace and Love fue el título escogido para su undécimo álbum en solitario, publicado el 16 de febrero de 2010. Grabado de forma artesanal con un ocho pistas, Hatfield lo produjo y mezcló, así como tocó todos los instrumentos que en él aparecen.
Su álbum There's Always Another Girl fue lanzado el 2011 por parte de Ye Olde Records en conjunto con Ed Valauskas (bajo) y Pete Caldes (batería). Según un comunicado de prensa el álbum está “…basado libremente en el concepto de fracaso”.

### Colaboraciones recientes y trabajos en solitario
En 2015 Juliana Hatfield se junta con Paul Westerberg en un nuevo grupo musical The I Don’t Cares.yLlanzan un álbum titulado Wild Stab.
En agosto del 2018, Hatfield publica un álbum de versiones titulado Juliana Hatfield por Ye Olde Records. En el álbum se incluyen versiones de canciones interpretadas originalmente por Led Zeppelin, Ryan Adams, The Who, Bad Company, Foo Fighters, I Blame Coco, Liz Phair, Creedence Clearwater Revival.
En julio de 2013, Juliana Hatfield terminó de grabar su decimotercer álbum en solitario, Wild Animals, con financiación colectiva (por tercera vez) a través de PledgeMusic.
Hatfield ha publicado varios álbumes en solitario, incluyendo dos álbumes de covers titulados Juliana Hatfield Sings Olivia Newton-John (2018) y Juliana Hatfield Sings The Police (2019). Además de tres trabajos con material original como Pussycat (2017), Weird (2019) y Blood (2021).
El álbum Juliana Hatfield Sings ELO fue lanzado el 17 de noviembre de 2023.

## Discografía

### Álbumes de estudio
- 1992: Hey Babe (Mammoth Records).[22]
- 1993: Become What You Are (Mammoth).[23]
- 1995: Only Everything (Atlantic, WEA).[24]
- 1998: Bed (Zoe).[25]
- 2000: Beautiful Creature (Sony Music Distribution).[26]
- 2000: Juliana's Pony: Total System Failure (Zoe).[27]
- 2004: In Exile Deo (Zoe).[28]
- 2005: Made in China (Ye Olde Records).[29]
- 2008: How to Walk Away (Ye Olde Records).[30]
- 2010: Peace and Love (Ye Olde Records).[31]
- 2011: There's Always Another Girl
- 2012: Juliana Hatfield
- 2013: Wild Animals
- 2015: Whatever, My Love
- 2017: Pussycat
- 2018: Juliana Hatfield Sings Olivia Newton-John
- 2019: Weird
- 2019: Juliana Hatfield Sings The Police
- 2021: Blood
- 2023: Juliana Hatfield Sings ELO

### EP
- 1992: Forever Baby (Mammoth).[32]
- 1997: Please Do Not Disturb.[33]
- 2007: Sittin' in a Tree... (Ye Olde Records).[34]

### Blake Babies
- Nicely, Nicely (1987)
- Earwig (1989)
- Sunburn (1990)
- God Bless the Blake Babies (2001)

### Some Girls
- Feel It (2003)
- Crushing Love (2006)

### Minor Alps
- Get There (2013)

### The I Don't Cares
- Wild Stab (2016)

### Sencillos
- 1993: "For the Birds" (Mammoth, Atlantic).[35]
- 1993: "My Sister" (Atlantic).[36]
- 1994: "Spin the Bottle" (Atlantic, RCA).[37]
- 1995: "Universal Heartbeat" (Atlantic).[38]

### Recopilatorios
- 2002: Gold Stars 1992-2002: The Juliana Hatfield Collection (Zoe).[39]

### Directo
- 2007: The White Broken Line: Live Recordings (Ye Olde Records).[40]

### Colaboraciones
- 2009: "We're Not in Charleston Anymore", en Ciao My Shining Star: The Songs of Mark Mulcahy (Shout! Factory, 2009).[41]
- 2008: "Back to Freedom", en Green Owl Compilation: A Benefit for the Energy Action Coalition (Green Owl Records).[42]

### ConThe Lemonheads
- 1992: It's a Shame About Ray (Atlantic Records).[43]